# Paladino music
paladino music ist ein CD-Label des österreichischen Tonträgerunternehmens HNE Rights mit Sitz in Wien.

## Geschichte
2009 gründete der Cellist Martin Rummel gemeinsam mit dem Kulturpromotor Wolfgang Lamprecht das CD-Label paladino music, aus dem zuerst die paladino media gmbh und später die HNE Rights GmbH hervorging. Unterstützt von einem kleinen Team von Fachleuten für Umsetzung, Fabrikation und Distribution betreut Rummel das Projekt, das sich mit durchschnittlich 15 Veröffentlichungen pro Jahr zu einem Boutique-Independentlabel entwickelt hat.
Naxos Global Logistics verwaltet das Lager und sorgt mit seinem Netzwerk von mehr als 50 internationalen Vertrieben dafür, dass jede Aufnahme im Fach- und Internethandel sowie über alle wesentlichen Streaming- und Downloadplattformen weltweit verfügbar ist.

## Produktionen
Die Produktionen konzentrieren sich zumeist auf einen Komponisten. So sind etwa Ersteinspielungen von Franz Krommer, David Popper, Johann Joachim Quantz, Thomas Daniel Schlee und Johann Wenzel Tomaschek entstanden. Zudem werden Rezitalprogramme und Debütaufnahmen produziert.
Die Einspielungen stammen von Interpreten verschiedener Generationen, von jungen Künstlern bis hin zu internationalen Stars wie Vladimir Ashkenazy. paladino music war ursprünglich auf Kammermusik fokussiert, veröffentlicht nun aber auch zunehmend Solokonzert- und andere Orchesteraufnahmen.

## Künstler (Auswahl)
- Mathias Rüegg
- Dimitri Ashkenazy
- Walter Auer
- Markus Schirmer
- Martin Rummel
- Christopher Hinterhuber
- Gottlieb Wallisch
- Helmut Jasbar
- Helmut Rogl
- Thomas Daniel Schlee
- Christoph-Mathias Mueller
- Christoph Ehrenfellner
- Eva Maria Pollerus
- Duo Praxedis
- Praxedis Hug-Rütti
- Benjamin Engeli
- Eugenie Russo
- Lisa Smirnova
- Pi-Chin Chien
- Christian Ofenbauer
- Francesco Dillon